# Aziza Djafarzadeh
 (mai 2024).
La mise en forme du texte ne suit pas les recommandations de Wikipédia : il faut le « wikifier ».
Les points d'amélioration suivants sont les cas les plus fréquents :
- Les titres sont pré-formatés par le logiciel. Ils ne sont ni en capitales, ni en gras.
- Le texte ne doit pas être écrit en capitales (les noms de famille non plus), ni en gras, ni en italique, ni en « petit »…
- Le gras n'est utilisé que pour surligner le titre de l'article dans l'introduction, une seule fois.
- L'italique est rarement utilisé : mots en langue étrangère, titres d'œuvres, noms de bateaux, etc.
- Les citations ne sont pas en italique mais en corps de texte normal. Elles sont entourées par des guillemets français : « et ».
- Les listes à puces sont à éviter, des paragraphes rédigés étant largement préférés. Les tableaux sont à réserver à la présentation de données structurées (résultats, etc.).
- Les appels de note de bas de page (petits chiffres en exposant, introduits par l'outil «  Source ») sont à placer entre la fin de phrase et le point final[comme ça].
- Les liens internes (vers d'autres articles de Wikipédia) sont à choisir avec parcimonie. Créez des liens vers des articles approfondissant le sujet. Les termes génériques sans rapport avec le sujet sont à éviter, ainsi que les répétitions de liens vers un même terme.
- Les liens externes sont à placer uniquement dans une section « Liens externes », à la fin de l'article. Ces liens sont à choisir avec parcimonie suivant les règles définies. Si un lien sert de source à l'article, son insertion dans le texte est à faire par les notes de bas de page.
- La présentation des références doit suivre les conventions bibliographiques. Il est recommandé d'utiliser les modèles {{Ouvrage}}, {{Chapitre}}, {{Article}}, {{Lien web}} et/ou {{Bibliographie}}. Le mode d'édition visuel peut mettre en forme automatiquement les références.
- Insérer une infobox (cadre d'informations à droite) n'est pas obligatoire pour parachever la mise en page.

Pour une aide détaillée, merci de consulter Aide:Wikification.
Si vous pensez que ces points ont été résolus, vous pouvez retirer ce bandeau et améliorer la mise en forme d'un autre article.
 (mai 2024).
 (avril 2024).
Aziza Djafarzadeh (en azéri: Əzizə Məmməd qızı Cəfərzadə; née le 29 décembre 1921 à Bakou et morte le 4 septembre 2003 à Bakou) est une écrivaine, critique littéraire, personnalité publique, docteur en sciences philologiques, professeur, membre de l'Union des écrivains d'Azerbaïdjan depuis 1946.

## Parcours professionnel
- De 1942 à 1944, elle est enseignante dans le village de Tchaparli, dans le district d'Aghsu.
- En 1946-1947, elle est diplômé de la Faculté de philologie de l'Université d'État d'Azerbaïdjan  externes.
- En 1944-1946, elle est chef du département de scénario au studio de cinéma Azerbaïdjanfilm du nom de Djafar Djabbarli.
- En 1947-1949, elle est directrice de l'école technique de théâtre.
- En 1950-1956  professeur agrégé, chef du département de l'institut pédagogique par correspondance.
- En 1956, elle est professeur agrégé à l'Institut pédagogique du Kamtchatka.
- De 1957 à 1974, elle travaille comme chercheur principal, chef du département à l'Institut des manuscrits de l'Académie nationale des sciences d'Azerbaïdjan.
- Depuis 1974 elle est professeur à l'Université d'État de Bakou[2].

Aziza Djafarzadeh est experte en histoire de la littérature azerbaïdjanaise du XIXe siècle. Ses thèses de doctorat sont: en 1950 sur Les figures éducatives et intellectuelles de la littérature azerbaïdjanaise du XIXe siècle et, en 1970, sur Le style de la poésie populaire d’achugs dans l'Azerbaïdjan du XIXe siècle ,